# ده ناردی
ده ناردی (ایتالیایی: De Nardi) یک تیم دوچرخه‌سواری در کشور ایتالیا بوده.
این تیم در سال ۱۹۹۹ در کشور اسلواکی تأسیس و پس از انتقال به ایتالیا در سال ۲۰۰۵ منحل شده‌است.